# پاپیل (معماری)
در فرهنگ لغت تعاریفی از این عنصر معماری آمده است از جمله : دیواری کوتاه در پی دیواری بلند.برای نگاهداشتن آن از افتادن.پاپیل همچون منشور مثلثی شکلی است که به عنوان پشت بند عمل می‌کند.نمونه آن در برج گنبد قابوس به کار گرفته شده؛ده پاپیل گرداگرد استوانه آن را فرا گرفته اند، از پای بست بنا شروع و تا زیر سقف گنبدی ادامه می‌یابد.
اجزاء بناهای قدیمی جهان اکثرا به صورت مقاومت فشاری عمل میکردند و تمام نیروهای رانشی توسط این اجزا خنثی شده و به زمین منتقل میشوده است، چنانچه نیرویی بدون در نظر گرفتن تعادل بنا در جهات مختلف به ساختمان وارد میشود، خودبه خود تعادل موجود در بنا بهم ریخته و در نتیجه ترکها و جابجایی ها ظاهر میشوده است که به کل مجموعه آسیب وارد کرده و بدین سبب پشتبند به عنوان سازه ای مستحکم برای مهار این نیروها ساخته میشوده است.
پاپیل ها عموما علاوه بر کارکرد سازه ای به لحاظ زیبایی نیز در معماری ایران مطرح بوده اند که نمونه ای از آن در آرامگاه ابوعلی سینا مشاهده میگردد.
در معماری غرب نیز یک منحنی قوسی از سنگ یا آجر در بدنه بیرونی ساختمانهای مرتفع مانند کلیساها برای پشتیبانی از دیوار اصلی بنا می ساختند.

## منبع
1. ↑  دهخدا، علی اکبر. 1377 .لغتنامه دهخدا. تهران : مؤسسه لغتنامه دهخدا.
2. ↑  پیرنیا،محمدکریم،سبک‌شناسی معماری ایرانی،نشر سروش دانش،چاپ هشتم،بهار۸۷
3. ↑  نگهبان، عزت الله.کتاب مروری بر پنجاه سال باستانشناسی ایران. تهران: معاونت پژوهشی سازمان میراث فرهنگی کشور1385.
4. ↑  English Contemporary of Dictionary Longman.